# 償いの日々
『償いの日々』（つぐないのひび）は、財津和夫の通算4枚目のシングル。

## 解説
前作「一枚の絵」から6年3か月を経て発売され、日本コロムビアのTRIADレーベルへ移籍後初の作品で、アルバム『City Swimmer』と同時発売されたシングル。

## 音楽性
表題曲の「償いの日々」は、当時日本コロムビアの新人歌手だった原みどりとのデュエット曲で、名義上も「財津和夫 with 原みどり」となっている。

## 収録曲
| 全編曲: 財津和夫 & 京田誠一。 |                                        |            |      |
| #                             | タイトル                               | 作詞・作曲 | 時間 |
| 1.                            | 「償いの日々」(財津和夫 with 原みどり) | 呉田軽穂   | 4:28 |
| 2.                            | 「愛にふれたとき」                     | 財津和夫   | 4:28 |